# Lothar Lammers
De Duitser Lothar Lammers (Höxter, 24 april 1926 – Münster, 10 juli 2012) bedacht in 1955 het lottospel "6 aus 49", het model van alle moderne lottospelen in de wereld.
Lammers had rechten en economie gestudeerd aan de universiteiten van Göttingen en Keulen. Na de Tweede Wereldoorlog, waarin hij krijgsgevangene was geweest, werkte hij bij de West-Duitse voetbaltoto in Keulen. Daar ontmoette hij Peter Weiand, wiskundig onderlegde journalist en latere voorzitter van 1. FC Köln. Samen ontwikkelden ze een eenvoudig loterijsysteem dat niets te maken had met sport en dat alle lagen van de bevolking kon aanspreken. Zijn werkgevers zagen echter niets in hun idee en Lammers en Weiand trokken ermee naar de Landesbank, die de Nordwestdeutsche Klassenlotterie organiseerde. Daar zag men er wel iets in, en op 9 oktober 1955 vond de eerste trekking van zes balletjes plaats, toen nog met de hand.
Het spel "6 aus 49" werd op korte tijd veel populairder dan de voetbalweddenschappen. Lammers werd een directeur van de Nordwestlotto, het latere Westlotto. Enkele jaren later zou die zelf de voetbaltoto overnemen. Lammers bleef directeur van Westlotto tot 1986. Variaties op zijn en Weiands systeem werden over de hele wereld ingevoerd en dat bracht hen een fortuin op. Na zijn pensionering ging hij rentenieren aan de Côte d'Azur. Hij stierf in Münster na een langdurige ziekte.
Hij kreeg verscheidene onderscheidingen, waaronder het Bundesverdienstkreuz en de Franse Nationale Orde van Verdienste. Hij kreeg die onderscheiding van president François Mitterrand in 1987 nadat hij de lotto in Frankrijk had helpen opzetten.